# 왕강 (의춘후)
왕강(王強, ? ~ 23년)은 전한 말기 ~ 신나라의 제후로, 낙안군 사람이다. 태상 왕함의 손자이다.

## 행적
건평 4년(기원전 3년), 왕함의 뒤를 이어 의춘후(宜春侯)에 봉해졌다.
의춘후 강 26년 즉 경시 원년(23년), 신나라가 멸망하였다. 왕강은 난리통에 병사의 손에 죽었다.

## 출전
- 반고, 《한서》 권18 외척은택후표

| 선대 아버지 의춘희후 왕장 | 전한 ~ 신의 의춘후 기원전 3년 ~ 기원후 23년 | 후대 (신 멸망) |